# Ша’Кари Ричардсон
Ша’Кари Ричардсон (енгл. Sha'Carri Richardson; Далас, 25. март 2000) је америчка атлетичарка и освајачица златне олимпијске медаље која се такмичи у тркама на 100 и 200 метара. Ричардсон се прославила 2019. као бруцош на Државном универзитету Луизијане, трчећи 10,75 секунди и оборивши студентски рекорд на 100м на првенству Националне академске атлетске асоцијације (НЦАА) дивизија I. Овако побједничко вријеме учинило ју је једном од десет најбржих жена у историји са 19 година.
У априлу 2021, Ричардсон је остварила нови лични рекорд од 10,72 секунде, поставши шеста најбржа жена свих времена (у то вријеме) и четврта најбржа Американка у историји. Квалификовала се за Љетње олимпијске игре 2020. након што је побиједила у трци на 100 метара за жене са 10,86 на Олимпијским пробама Сједињених Држава 2020. Њена побједа је поништена и онемогућено јој је да се такмичи на Олимпијским играма након што је 1. јула објављено је да је Ричардсонова била позитивна на конзумацију канабиса након њеног финала на 100 метара. Након успјешног завршетка програма савјетовања, прихватила је једномјесечни период забране који је почео 28. јуна 2021. У јулу 2023. постала је национална шампионка САД у дисциплини 100 метара за жене на Првенство САД у атлетици на отвореном 2023. са временом 10,82 секунде. Освојила је златну медаљу на 100м на Свјетском првенству у Будимпешти 2023. побиједивши Шерику Џексон и Шели-Ен Фрејзер-Прајс, поставивши нови рекорд од 10,65 секунди. Претпосљедњег дана Свјетског првенства 2023. такође је освојила злато као дио тима САД у финалу штафете 4×100 метара за жене са рекордом шампионата од 41,03 секунде. Титулу државне шампионке САД у спринту на 100 метара одбранила је 22. јуна 2024, побједивши у финалу на 100 метара за жене за 10,71 секунду (водећа у свијету), квалификовавши се за Љетње олимпијске игре у Паризу 2024. у Паризу, Француска, где је освојила сребрну медаљу на 100м и златну медању у женској штафети 4х100  екипно. 

## Рана каријера
Рођена је у Даласу. Ша’ари Ричардсон су одгајале њена бака Бети Харп и тетка. Завршила је средњу школу Картер, где је трчала на стази и освојила државну титулу у Тексасу на 100 и 200 метара.
Као тинејџерка, Ша’Кари Ричардсон је освојила титулу на 100м на Олимпијским играма за јуниоре ААУ (Америчка аматерска атлетска унија) — највећем националном вишеспортском догађају за младе у Сједињеним Државама — 2016. године, а затим још једну титулу на Олимпијским играма за јуниоре УСАТФ-а (Америчка атлетска трка) 2017. Међународни деби имала је на Панамеричко првенство у атлетици до 20 година 2017. гдје је освојила златну медаљу у штафети 4×100 метара заједно са Габи Канингам, Ребеком Смит и Таром Дејвис.

## Државни универзитет Луизијане
Ричардсон се 2018. уписала на Државни универзитет у Луизијани и почела да се такмичи за атлетски тим ЛСУ (Државни универзитет Луизијане) Лејди Тајгерс. Била је финалисткиња у трци на 60 метара на првенству НЦАА дивизије I у дворани 2019. На првенству НЦАА дивизије I на отвореном 2019. тада деветнаестогодишња Ричардсон постала је друга најбоља атлетичарка у историји (иза Мерлин Оти) оборивши два свјетска рекорда до 20. година у једном дану.Побједила је у трци на 100м са временом 10,75 секунди, поставила је универзитетски рекорд и срушила 42 године стар свјетски рекорд који је остварила Марлис Гер. У трци на 200 м истрчала је за 22,17 с. оборивши рекорд Алисон Филикс постављен на Олимпијским играма у Атини 2004. године. Такође је трчала у штафети 4 × 100 м која је завршила као друга. 
Четири дана након НЦАА првенства, најавила је да ће се одрећи универзитетских квалификација након прве године и потписати професионални уговор. Тренира са бившим олимпијским спринтером Денисом Мичелом, а спонзорише је Најк.

## Професионална каријера

### 2021: Олимпијске игре у Токију и суспензија
Квалификовала се за Љетње олимпијске игре 2020. након што је побиједила у трци на 100 метара за жене са 10,86 на Олимпијским пробама Сједињених Држава 2020.. Била је бржа за 0,13 секунди од другопласиране Џавијан Оливер. Узорак урина који је доставила био је позитиван на метаболит ТХЦ-а што указивало на блиско коришћење канабиса, што је довело до тога да је одлазак на Олимпијске игре био упитан. Након успјешног програма савјетовања, прихватила је једномјесечну суспензију од стране Антидопинг агенције САД (УСАДА) која је почела 28. јуна 2021. Поводом суспензије и коришћења канабиса је изјавила:Извињавам се због тога што нисам знала како да се носим с емоцијама. Немојте да ме осуђујете и ја сам обичан човјек, само трчим мало брже од других. Иако није могла да се такмичи на Олимпијади у трци на 100 метара због суспензије која се завршавала 27. јула 2021. године, могла је да се квалификује за женску штафету 4×100 која је била заказана за 5. август 2021. Пошто није изабрана у потпуности је пропустила Олимпијске игре. Ричардсонова је изјавила да је узела лијек да би се изборила са притиском за квалификације за Олимпијске игре док је била у жалости због недавне смрте њене биолошке мајке. Суспензију Ричардсонове критиковали су бројни појединци и организације које заговарају либерализацију канабиса, укључујући НОРМЛ (Национална организација за реформу закона о марихуани), чланове Конгресног клуба за канабис и друге чланове Конгреса. Предсједник САД Џо Бајден је такође предложио могућност да се промјене правила тестирања спортиста на дроге. УСАДА је одговорила на критике истакавши да као потписница Свејтског антидопинг кодекса има обавезу да га спроводи у САД. Штавише, навели су да би промјена тих правила могла бити проблематична, јер велика већина свјетских држава конзумирање марихуане сматра кривичним дјелом. Као одговор на контроверзу, у септембру 2021. године, Свjетска антидопинг агенција је објавила да ће спровести ревизију у вези са забрањеним статусом канабиса. Канабис је забрањен за олимпијске спортисте од 1999, иако је 2013. Свјетска антидопинг агенција повећала дозвољени ниво ТХЦ метаболита са 15 нг/мЛ на 150 нг/мЛ. По истеку суспензије учествовала је на Прифонтејн класику заузевши девето  – посљедње место – са временом од 11,14 секунди. Освајачице медаља у Токију Елејн Томпсон-Хера, Шели-Ен Фрејзер-Прајс и Шерика Џексон поновиле су пласман са Олимпијских игара.

### 2023: Свјетски шампион
Она је 8. априла 2023. трчала четврту најбржу трку на 100 м од жена у свим условима, са 10,57 секунди са снажним, недозвољеним задњим вјетром од 4,1 м/с и побједила у женском финалу на Miramar Invitational. Без вјетра је то износило 10,77 с.  У мају 2023. обезбиједила је своју прву побједу у Дијамантској лиги, побједивши на 100м у Дохи са новим рекордом сусрета од 10,76 с (+0,9 м/с). 
У јулу 2023. Ричардсонова је учествовала на првенству САД у атлетици на отвореном 2023. у Јуџину, Орегон. Постала је државни првак САД, 7. јула 2023. године, у спринту на 100 метара побједивши у финалу на 100 метара за жене за 10,82 секунде и квалификовавши се за Свјетско атлетско првенство 2023. у Будимпешти.
Трећег дана Свјетског првенства у атлетици 2023. у Будимпешти, освојила је своју прву велику појединачну титулу на међународној сцени, освојивши злато у спринту на 100 метара за жене са рекордом шампионата од 10,65 секунди. Бронзану медаљу освојила је 25. августа 2023. у финалу на 200 м за жене са резултатом 21,92 секунде. Испред ње је била Габријела Томас (21,81) и Шерика Џексон која је одбранила титулу (21:41). Такође је освојила злато као дио тима САД у финалу женске штафете 4×100 метара са рекордом шампионата од 41,03 секунде. Њене саиграчице на овом такмичењу биле су Тамари Дејвис, Тваниша Тери и Габријела Томас.

### 2024: Олимпијске игре у Паризу
На првенству САД у атлетици на отвореном 2024. у Јуџину, Орегон, Ричардсонова је 22. јуна 2024. одбранила титулу у спринту на 100 метара за жене, побједивши у финалу за 10,71 секунди. Није се квалификовала за 200 метара јер је у финалу квалификација заузела четврто мјесто. На Олимпијским играма у Паризу освојила је сребрну медаљу у финалу на 100 метара. У женској штафети 4х100 је успјела, након лоше примопредаје штафете од стране Габријеле Томас, да екипу САД са треће позиције доведе на прву, освојивши своју прву златну олимпијску медаљу. Прије него што је прешла циљну линију Ричардсонова је окренула главу да би погледала своје најближе конкуренте у једном од најузбудљивијих тренутака трке. Трка је одржана на стадиону "Француска" у Сен Денију, а Ша’Кари Ричардсон, Мелиса Џеферсон, Тваниша Тери и Габријела Томас су трку истрчале за 41,78 секунди.

## Лични живот
Недјељу дана прије њене квалификационе трке за Љетње олимпијске игре 2020., умрла јој је биолошка мајка.  О смрти своје мајке није знала ништа све док је није питао новинар. Позната је по својим дугим ноктима и шареној коси на терену, једном приликом је изјавила да је њен стил инспирисан стилом Флоренс Грифит Џојнер. Ричардсон је 2021. године изјавила да има девојку.  Она је на Твитеру упутила поруку ЛГБТК заједници одмах након своје побједе у јуну 2021. Идентификује се као бисексуалка.

## Почасти
Стаза на стадиону Џон Кинкејд је 2023. названа по њој, а 10. новембар 2023. је проглашен даном Ша’Кари Ричардсон у Даласу. 

## Успјеси
| Година | Такмичење                  | Мјесто               | Позиција | Дисциплина            | Вријеме             |
| ------ | -------------------------- | -------------------- | -------- | --------------------- | ------------------- |
| 2017   | Панамеричко првенство 2017 | Трухиљо, Перу        | 1.       | 4 × 100 метара екипно | 44.07               |
| 2023   | Светско првенство          | Будимпешта, Мађарска | 1st      | 100 m                 | 10.65 CR (-0.2 m/s) |
| 2023   | Светско првенство          | Будимпешта, Мађарска | 3.       | 200 m                 | 21.92 PB            |
| 2023   | Светско првенство          | Будимпешта, Мађарска | 1st      | 4 × 100 m relay       | 41.03 CR            |
| 2024   | Олимпијске игре            | Париз, Француска     | 2.       | 100м                  | 10.87               |
| 2024   | Олимпијске игре            | Париз, Француска     | 1.       | 4 × 100м екипно       | 41.78               |